# Norma (Katowice)
Norma (niem. Norma Colonie) – część Katowic, położona we wschodniej części miasta, na terenie dzielnicy Dąbrówka Mała, przy granicy z Bogucicami, w sąsiedztwie dwóch innych historycznych kolonii: Georg i Pniaki. 
Kolonia familoków powstała w połowie XIX wieku dla pracowników huty Norma, a na miejscu kolonii w latach 80. XX wieku wybudowano nowoczesne osiedle mieszkaniowe. Osiedle to znajduje się w rejonie ulic: gen. H. Le Ronda, Techników i Wiertniczej.

## Historia
Norma powstała w połowie XIX wieku w rejonie drogi łączącej Bogucice z Dąbrówką Mała jako kolonia robotnicza dla pracowników nieistniejącej już huty cynku „Norma” oraz pobliskiej bocznicy kolejowej, która zapewniała transport rud z huty i paliw do pobliskiej elektrociepłowni. Składała się ona z niewielkich familoków, w których mieszkało po prawie dwadzieścia osób w każdym z nich. Ceglane niskie domy, o zwartej bryle i rzucie prostokąta, zostały ustawione w trzech równoległych do siebie rzędach.
Sama zaś huta została założona na terenach sąsiedniej gminy Bogucice przez Aleksandra Schreibera w 1842 roku. Hutę w 1881 roku zakupił koncern Georg von Giesches Erben. W hucie tej pracowało wówczas około 50 osób. W grudniu 1885 roku na Normie mieszkały 434 osoby. Osada ta wówczas była częścią gminy Dąbrówka Mała w powiecie katowickim (Kattowitz). Dnia 1 kwietnia 1906 roku hutę cynku Norma wygaszono. W 1951 roku miejscowość wraz z całą gminą Dąbrówka Mała przyłączono do Szopienic, a 31 grudnia 1959 roku wraz z Szopienicami do Katowic.
Na Normie pod koniec 1980 roku zaczęto wyburzać familoki, w miejsce których w latach 1981–1982 powstało nowoczesne osiedle mieszkaniowe. Osiedle to wybudowano dla pracowników znajdującej się na pograniczu Katowic-Dąbrówki Małej i Siemianowic Śląskich-Srokowca d. Elektrociepłowni Katowice. W marcu 2020 roku przy ulicy Wiertniczej na osiedlu Norma zaczęto budowę dwunastokondygnacyjnego budynku mieszkalnego pn. Słoneczne Apartamenty. Sama zaś zabudowa huty również nie przetrwała do dziś.